# Ahlsdorf
Ahlsdorf település Németországban, azon belül Szász-Anhalt tartományban. Lakosainak száma 1505 fő (2023. december 31.).

## Népesség
A település népességének változása:
| Lakosok száma | 1581 | 1570 | 1557 | 1519 | 1505 |
|               | 2017 | 2019 | 2021 | 2022 | 2023 |